# Wichrowe Wzgórza (film 1992)
Wichrowe Wzgórza powstał na podstawie powieści Emily Brontë pod oryginalnym tytułem Wuthering Heights. Film z gwiazdorską obsadą – Ralph Fiennes jako Heathcliff i Juliette Binoche jako Katarzyna Earnshaw.

## Obsada
- Ralph Fiennes jako Heathcliff
- Juliette Binoche jako Katarzyna Linton, z domu Earnshaw / Katarzyna Heathcliff, z domu Linton
- Jeremy Northam jako Hindley Earnshaw
- Simon Shepherd jako Edgar Linton
- Sophie Ward jako Izabela Linton
- Janet McTeer jako Nelly Dean
- Jason Riddington jako Hareton Earnshaw
- Jonathan Firth jako Linton Heathcliff
- Sinéad O’Connor jako Emily Brontë

i inni